# Pily Ponce
Rosa Imelda Ponce, (Rosario, 1942 - ib., 26 de junio de 2018), fue una periodista y locutora argentina.

## Biografía
Ponce fue una locutora pionera de la radiofonía santafesina. Trabajó en LT3, La Ocho y Radio 2. Entre sus programas destacaron el Expreso de Poli junto a Poli Román, el Expreso a la noche, Pili con Pilas, y La mañana entera, en 1978, junto con el locutor Quique Pesoa, en la antigua LT8.
Desde su programa Pily x 2, emitido todos los domingos al mediodía por Radio 2, difundía la música del rock local. Participó en el ciclo Amigos a la carta con Carlos Mut, Mirtha Andrin, Oscar Cesini, Nora Covalcid, Ariel Bulsicco, Norberto Chiabrando, Alberto J. Lorente y Leo Maraval.
Fue una activa integradora del ILAR (Instituto de Lucha Antipoliomielítica y Rehabilitación del Lisiado). En 2013, el Consejo Municipal la reconoció como locutora distinguida de Rosario. El 14 de mayo de 2018 recibió un homenaje durante la entrega de los premios Rosario Edita.
Falleció a los 76 años, tras sufrir diversas complicaciones de salud desde el 24 de mayo.